# Уендъл Бери
Уендъл Бери (на английски: Wendell Berry) е американски земеделски производител, екологичен активист, културен критик, поет и писател на произведения в жанра драма, лирика и документалистика.

## Биография и творчество
Уендъл Бери е роден на 5 август 1934 г. в земеделска ферма в окръг Хенри (окръг, Кентъки), Кентъки, САЩ, в семейството на Джон Маршал Бери, адвокат и потомствен тютюнопроизводител, и Вирджиния Ердман. Най-големия от четирите деца в семейството. Завършва гимназия към Военния институт в Милсбург. Получава бакалавърска степен през 1956 г. и магистърска степен през 1957 г. по английска филология от университета на Кентъки. След дипломирането си се жени за Таня Емикс, с която имат две деца.
През 1958 г. получава стипендия „Стегнер“ и посещава програмата за творческо писане на Станфордския университет с лектори Лари Макмърт, Робърт Стоун, Ърнест Гейнс, Тили Олсен и Кен Киси.
Първият му роман „Nathan Coulter“ е издаден през 1960 г.
Получава стипендия от фондация „Мемориал“ на Джон Саймън Гугенхайм и посещава със семейството си Италия и Франция през 1961 г. В периода 1962-1964 г. преподава английски език в нюйоркския университет „Хайтс“ в Бронкс. В периода 1964-1977 г. преподава творческо писане в Университета на Кентъки.
На 4 юли 1965 г. семейството му се мести във фермата „Земята на Лейн“ в Кентъки, и започват да отглеждат зърнени култури в стопанство с площ от около 117 декара. През 1978 г. започва да отглежда овце от порода Шевиот.
В периода 1977 – 1980 г. работи като редактор към издателство „Rodale Press“ и за списанията му „Organic Gardening and Farming“ и „The New Farm“. В периода 1987 – 1993 г. отнжвж преподава към катедрата по английски език в университета на Кентъки.
Уендъл Бери счита промишленото животновъдство, монокултурното отглеждане, ядрената индустрия и индустриализация на живота като заплаха за простия и щастлив живот, и като проява на невежество, алчност, насилие към другите и към природата. Печели име на защитник на земеделските ценности, екоактивист срещу унищожаването на повърхностния слой на почвата в САЩ и срещу глобалната икономика. Той е привърженик на християнския пацифизъм, и е сътрудник на британската Академия Теменос, научно общество, посветено на изучаването на всички религии и духовни практики. Критикува християнските организации, че не са предизвикали по-културно отношение на вярващите към деградацията на околната среда.
Писателят е автор на повече от 40 художествени произведения, есета и лирика. Удостоен е с множество награди и отличия, включително Националния медал за хуманизъм за 2010 г., връчен му от президента Барак Обама, и Дейтънската литературна награда за мир за 2013 г.
През 2014 г. е приет в Американската академия за изкуства и литература. Писателят е първият, който е включен приживе на 28 януари 2015 г. в Залата на славата на Кентъки
Уендъл Бери живее със семейството си във ферма в Порт Роял, Кентъки.

## Произведения

### Самостоятелни романи
- To Know the Dark (1989)
- Stand By Me (2019)

### Серия „Порт Уилям“ (Port William)
- Nathan Coulter (1960)
- The Wild Birds (1986) – разкази
- Remembering (1988)
- A World Lost (1996)
- Two More Stories of the Port William Membership (1997) – разкази
- Jayber Crow (2000)
- That Distant Land (2002) – разкази
- Hannah Coulter (2004)
- Andy Catlett (2006)
- A Place in Time (2012) – разкази
- Port William Novels & Stories (2018)

### Серия „Хора от Порт Уилям“ (Port William Membership)
1. A Place on Earth (1967)
2. The Memory of Old Jack (1974)

### Новели
- Whitefoot (2008)

### Разкази
- The Discovery of Kentucky (1991)
- How Ptolemy Proudfoot Lost a Bet (1992)

### Сборници
- Clearing (1977)
- Fidelity (1992)
- Pattern of a Man (2001)

### Поезия
- November Twenty Six Nineteen Hundred Sixty Three, A Poem (1963)
- The Broken Ground (1964)
- Openings (1968)
- The Rise (1968)
- Findings (1969)
- Farming : A Handbook (1970)
- The Country of Marriage (1973)
- Horses (1975)
- The Kentucky River (1975)
- Sayings and Doings; And, an Eastward Look (1975)
- There Is Singing Around Me (1976)
- Three Memorial Poems (1977)
- The Gift of Gravity (1979)
- The Salad (1980)
- The Wheel (1980)
- A Part (1980)
- The Selected Poems (1985)
- The Wild Rose (1986)
- I Go from the Woods Into the Cleared Field (1987)
- The Landscape of Harmony (1987)
- Sabbaths (1987)
- Traveling At Home (1989)
- The Storm (1994)
- Entries (1994)
- Watch With Me (1994)
- The Farm (1995)
- Three On Community (1996) – с Карол Кода и Гари Снайдер
- January, Nineteen Seventy-five (1998)
- A Timbered Choir (1998)
- Given (2005)
- Window Poems (2007)
- The Mad Farmer (2008)
- Leavings (2009)
- The Poetry of William Carlos Williams of Rutherford (2011)
- New Collected Poems (2012)
- This Day (2013)
- Terrapin (2014)
- A Small Porch (2016)
- The Peace of Wild Things (2018)

### Документалистика
- The Long-legged House (1969)
- The Hidden Wound (1970)
- The Unforeseen Wilderness (1971)
- A Continuous Harmony (1972)
- The Agricultural Crisis (1977)
- The Unsettling of America (1977)
- Standing By Words (1980)
- Recollected Essays 1965 1980 (1981)
- The Gift of Good Land (1981)
- Meeting the Expectations of the Land (1985) – с Уес Джексън
- Preserving Wildness (1986)
- Home Economics (1987)
- Another Turn of the Crank (1988)
- What Are People For (1990)
- Harlan Hubbard (1990)
- Late Harvest (1991) – с Едуард Аби, Каролин Шут, Ани Дилард, Уилям Гас, Гарисън Кийлър, Боби Ан Мейсън и Уолъс Стигнър
- Standing On Earth (1991)
- Newcastle Today (1993)
- Sex, Economy, Freedom, & Community (1993)
- A Place Not Forgotten (1999)
- Life Is a Miracle (2000)
- In the Presence of Fear: Three Essays for a Changed World (2001)
- The Art of the Commonplace (2002)
- Citizens Dissent: Security, Morality, and Leadership in an Age of Terror (2003)
- Citizenship Papers (2003)
- Tobacco Harvest (2004)
- Blessed Are the Peacemakers (2005)
- The Way of Ignorance (2005)
- Conversations with Wendell Berry (2007)
- Bringing It to the Table (2009)
- Imagination in Place (2010)
- What Matters? (2010)
- It All Turns on Affection (2012)
- Distant Neighbors (2014) (with Gary Snyder)
- Our Only World (2015)
- Roots to the Earth (2016)
- The World-Ending Fire (2017)
- A Conversation Between Wendell Berry and Wes Jackson (2017) – с Мери Бери и Уес Джаксън
- The Art of Loading Brush (2017)
- Why I Am Not Going to Buy a Computer (2018)
- What I Stand On (2019)
- The City and the Farm Crisis (2019)
- Wendell Berry: Essays 1969 – 1990 (2019)
- Wendell Berry: Essays 1993 – 2017 (2019)
- Think Little (2019)

### Екранизации
- 2007 The Unforeseen – документален, по стихотворението „Santa Clara Valley“
- 2013 Peace Awaits